# Liste des jardins portant le label Jardin remarquable dans le Grand Est
Cet article recense les jardins possédant le label « jardin remarquable » dans le Grand Est, en France.
Au début 2024, la région compte 47 jardins ainsi labellisés.

## Liste
| Jardin                                              | Département        | Commune                        | Année | Coordonnées                 | Photo |
| --------------------------------------------------- | ------------------ | ------------------------------ | ----- | --------------------------- | ----- |
| Parc et jardin du château de Barberey-Saint-Sulpice | Aube               | Barberey-Saint-Sulpice         | 2006  | 48° 20′ 13″ N, 4° 02′ 10″ E |       |
| Jardin Botanique                                    | Aube               | Marnay-sur-Seine               | 2008  | 48° 30′ 49″ N, 3° 33′ 20″ E |       |
| Parc et jardin du château de La Motte-Tilly         | Aube               | Marnay-sur-Seine               | 2012  | 48° 30′ 49″ N, 3° 33′ 20″ E |       |
| Jardin du Prieuré                                   | Aube               | Pargues                        | 2008  | 48° 01′ 57″ N, 4° 11′ 53″ E |       |
| Petit Jard                                          | Marne              | Châlons-en-Champagne           | 2012  | 48° 57′ 15″ N, 4° 21′ 44″ E |       |
| Jardin de l'horticulture                            | Marne              | Épernay                        | 2012  | 49° 02′ 00″ N, 3° 57′ 03″ E |       |
| Jardin de l'hôtel de ville                          | Marne              | Épernay                        | 2012  | 49° 02′ 38″ N, 3° 57′ 31″ E |       |
| Jardin botanique de La Presle                       | Marne              | Nanteuil-la-Forêt              | 2006  | 49° 09′ 09″ N, 3° 55′ 31″ E |       |
| Jardins de l'Horticulture et de la Patte d'Oie      | Marne              | Reims                          | 2015  | 49° 15′ 25″ N, 4° 01′ 22″ E |       |
| Parc de Champagne                                   | Marne              | Reims                          | 2015  | 49° 14′ 27″ N, 4° 03′ 21″ E |       |
| Clos de Saint-Saturnin                              | Marne              | Saint-Saturnin                 | 2015  | 48° 36′ 48″ N, 3° 54′ 10″ E |       |
| Parc des Roches                                     | Haute-Marne        | Bourmont-entre-Meuse-et-Mouzon | 2012  | 48° 12′ 43″ N, 5° 35′ 52″ E |       |
| Jardin de Silières                                  | Haute-Marne        | Cohons                         | 2015  | 47° 47′ 17″ N, 5° 20′ 39″ E |       |
| Jardin de Vergentière                               | Haute-Marne        | Cohons                         | 2015  | 47° 47′ 23″ N, 5° 20′ 54″ E |       |
| Parc du château du Grand Jardin                     | Haute-Marne        | Joinville                      | 2008  | 48° 26′ 48″ N, 5° 08′ 29″ E |       |
| Jardin de mon moulin                                | Haute-Marne        | Thonnance-lès-Joinville        | 2008  | 48° 27′ 26″ N, 5° 10′ 53″ E |       |
| Parc du château de Fléville                         | Meurthe-et-Moselle | Fléville-devant-Nancy          | 2004  | 48° 37′ 33″ N, 6° 12′ 09″ E |       |
| Jardin d'eau de l'Aubepré                           | Meurthe-et-Moselle | Gélaucourt                     | 2011  | 48° 27′ 16″ N, 5° 59′ 23″ E |       |
| Parc du château de Gerbéviller                      | Meurthe-et-Moselle | Gerbéviller                    | 2004  | 48° 29′ 38″ N, 6° 30′ 52″ E |       |
| Jardin Alexandre-Godron                             | Meurthe-et-Moselle | Nancy                          | 2011  | 48° 40′ 44″ N, 6° 10′ 18″ E |       |
| Parc Sainte-Marie                                   | Meurthe-et-Moselle | Nancy                          | 2011  | 48° 40′ 45″ N, 6° 10′ 23″ E |       |
| Jardin botanique Jean-Marie-Pelt                    | Meurthe-et-Moselle | Villers-lès-Nancy              | 2004  | 48° 40′ 07″ N, 6° 09′ 39″ E |       |
| Parc de la Varenne                                  | Meuse              | Haironville                    | 2004  | 48° 41′ 12″ N, 5° 05′ 02″ E |       |
| Parc de la Grange-aux-Champs                        | Meuse              | Nettancourt                    | 2011  | 48° 52′ 33″ N, 4° 56′ 37″ E |       |
| Jardins fruitiers de Laquenexy                      | Moselle            | Laquenexy                      | 2011  | 49° 04′ 34″ N, 6° 18′ 38″ E |       |
| Jardin des Prairiales                               | Moselle            | Manom                          | 2013  | 49° 22′ 27″ N, 6° 10′ 34″ E |       |
| Jardin du château de Pange                          | Moselle            | Pange                          | 2004  | 49° 05′ 08″ N, 6° 21′ 15″ E |       |
| Jardin des Faïenciers                               | Moselle            | Sarreguemines                  | 2013  | 49° 07′ 37″ N, 7° 04′ 53″ E |       |
| Un jardin philosophe                                | Bas-Rhin           | Bœrsch                         | 2012  | 48° 28′ 34″ N, 7° 26′ 24″ E |       |
| Jardin de l'Escalier                                | Bas-Rhin           | Brumath                        | 2008  | 48° 44′ 12″ N, 7° 42′ 32″ E |       |
| Parc des ruines du château de Kintzheim             | Bas-Rhin           | Kintzheim                      | 2006  | 48° 15′ 06″ N, 7° 23′ 32″ E |       |
| Jardin du château de Kolbsheim                      | Bas-Rhin           | Kolbsheim                      | 2006  | 48° 33′ 38″ N, 7° 35′ 03″ E |       |
| Domaine du Windeck                                  | Bas-Rhin           | Ottrott                        | 2006  | 48° 27′ 32″ N, 7° 25′ 42″ E |       |
| Jardin de Marguerite                                | Bas-Rhin           | Plobsheim                      | 2006  | 48° 28′ 22″ N, 7° 43′ 26″ E |       |
| Jardin botanique du col de Saverne                  | Bas-Rhin           | Saverne                        | 2006  | 48° 44′ 28″ N, 7° 21′ 47″ E |       |
| Jardin botanique de l'université de Strasbourg      | Bas-Rhin           | Strasbourg                     | 2006  | 48° 35′ 03″ N, 7° 46′ 00″ E |       |
| Jardins de la Ferme Bleue                           | Bas-Rhin           | Uttenhoffen                    | 2006  | 48° 53′ 30″ N, 7° 39′ 19″ E |       |
| Parc du château de Schoppenwihr                     | Haut-Rhin          | Bennwihr                       | 2008  | 48° 07′ 47″ N, 7° 21′ 30″ E |       |
| Parc de la Marseillaise                             | Haut-Rhin          | Guebwiller                     | 2006  | 47° 54′ 10″ N, 7° 13′ 04″ E |       |
| Parc de Wesserling                                  | Haut-Rhin          | Husseren-Wesserling            | 2006  | 47° 53′ 06″ N, 6° 59′ 52″ E |       |
| Jardin du Temps                                     | Haut-Rhin          | Illzach                        | 2012  | 47° 46′ 45″ N, 7° 21′ 29″ E |       |
| Parc zoologique et botanique de Mulhouse            | Haut-Rhin          | Mulhouse                       | 2006  | 47° 44′ 11″ N, 7° 20′ 55″ E |       |
| Parc Alfred-Wallach                                 | Haut-Rhin          | Riedisheim                     | 2006  | 47° 44′ 16″ N, 7° 21′ 33″ E |       |
| Jardins de l'abbaye Notre-Dame                      | Vosges             | Autrey                         | 2011  | 48° 17′ 43″ N, 6° 41′ 24″ E |       |
| Jardins de Callunes                                 | Vosges             | Ban-de-Sapt                    | 2004  | 48° 20′ 36″ N, 7° 00′ 57″ E |       |
| Jardin d'Ode                                        | Vosges             | Saint-Ouen-lès-Parey           | 2011  | 48° 11′ 09″ N, 5° 45′ 55″ E |       |
| Jardin d'altitude du Haut Chitelet                  | Vosges             | Xonrupt-Longemer               | 2004  | 48° 04′ 58″ N, 6° 57′ 29″ E |       |